# LOUD (TM NETWORKの曲)
「LOUD」（ラウド）は、TM NETWORKの通算40枚目のシングル。2014年4月22日発売。

## 背景
前作『I am』から約2年ぶりのシングルで、アルバム『DRESS2』と同時発売された。
発売日は日本における一般的なCDの発売日である水曜日ではなく、火曜日発売となっている。

## 制作

### LOUD
2012年8月に渋谷公会堂で行われたイベントでデモ音源が披露されているが、歌詞自体は2011年に作られたものである。
初回盤に収録される「LOUD」のミュージックビデオは2013年にさいたまスーパーアリーナで開催された『TM NETWORK FINAL MISSION -START investigation-』の演出内容と繋がっている。
当初は「I am」の流れにある楽曲だったが「普通に『ここからサビに入る』とわかるような当たり前の曲にしたくない」という小室の意向でアレンジが変わり、クラシックを引用したプログレッシブなナンバーになった。宇都宮は「変拍子の連続で歌入れのタイミングを把握するのに大変でした」と語っている。
表題曲、カップリング共にギターは松尾和博が担当している。

## 収録曲
| 全作詞・作曲・編曲: 小室哲哉。 |                                              |          |            |      |
| #                              | タイトル                                     | 作詞     | 作曲・編曲 | 時間 |
| 1.                             | 「LOUD」                                     | 小室哲哉 | 小室哲哉   | 5:12 |
| 2.                             | 「ある日ある時いつか何処かで」               | 小室哲哉 | 小室哲哉   | 4:25 |
| 3.                             | 「LOUD」(Instrumental)                       | 小室哲哉 | 小室哲哉   | 5:11 |
| 4.                             | 「ある日ある時いつか何処かで」(Instrumental) | 小室哲哉 | 小室哲哉   | 4:53 |
| 合計時間:                      | 合計時間:                                    | 19:41    |            |      |

| #  | タイトル                      | 作詞 | 作曲・編曲 |
| -- | ----------------------------- | ---- | ---------- |
| 1. | 「LOUD」(MUSIC VIDEO)         |      |            |
| 2. | 「A PLOT BY TETSUYA KOMURO'」 |      |            |

## クレジット
- Produced : 小室哲哉
- Mixed : DAVE FORD (#1,3), 小室哲哉 (#2,4)
- Guitar : 松尾和博
- Recorded : 伊東俊郎
- Synthesizer Programming, Recording : 岩佐俊秀
- Mastered : 前田康二 (Burnie Grundman Mastering)
- Art Direction, Design : 今川鉄兵
- Photograph : 田川友彦

## 収録アルバム
LOUD
- QUIT30（アルバムバージョン）
- Gift from Fanks M
- LIVE HISTORIA T 〜TM NETWORK Live Sound Collection 1984-2015〜　(ライブバージョン)
- How Do You Crash It? (ライヴバージョン)

ある日ある時いつか何処かで
- QUIT30（アルバムバージョン）